# Philhygra botanicarum
Philhygra botanicarum är en skalbaggsart som beskrevs av Jyrki E. Muona 1983. Philhygra botanicarum ingår i släktet Philhygra och familjen kortvingar. Arten har ej påträffats i Sverige. Inga underarter finns listade i Catalogue of Life.